# Ján Švehlík
Ján Švehlík (Lovča, 17 januari 1950) is een voormalig Slowaakse voetballer en later voetbalcoach. Hij speelde voor Tsjechoslowakije, waarvoor hij in zeventien wedstrijden vier keer scoorde.
Hij was een deelnemer aan het Europees kampioenschap voetbal in 1976, waarbij Tsjechoslowakije won. Hij maakte het openingsdoelpunt in de wedstrijd tegen West-Duitsland.
Hij speelde geruime tijd voor Slovan Bratislava.